# Ла-Шапель-ан-Вальгодемар
Ла-Шапе́ль-ан-Вальгодема́р (фр. La Chapelle-en-Valgaudémar, окс. La Chapela en Gaudemar) — коммуна во Франции, находится в регионе Прованс — Альпы — Лазурный Берег. Департамент коммуны — Верхние Альпы. Входит в состав кантона Сен-Фирмен. Округ коммуны — Гап.
Код INSEE коммуны — 05064.
В 1973 году был создан Национальный парк Экрен, который окружает большую часть коммуны.

## Население
Население коммуны на 2008 год составляло 125 человек.
| 1962 | 1968 | 1975 | 1982 | 1990 | 1999 | 2008 |
| ---- | ---- | ---- | ---- | ---- | ---- | ---- |
| 204  | 204  | 181  | 184  | 135  | 129  | 125  |

## Экономика
В 2007 году среди 74 человек в трудоспособном возрасте (15—64 лет) 56 были экономически активными, 18 — неактивными (показатель активности — 75,7 %, в 1999 году было 75,9 %). Из 56 активных работали 54 человека (28 мужчин и 26 женщин), безработных было 2 (1 мужчина и 1 женщина). Среди 18 неактивных 2 человека были учениками или студентами, 14 — пенсионерами, 2 были неактивными по другим причинам.

## Фотогалерея

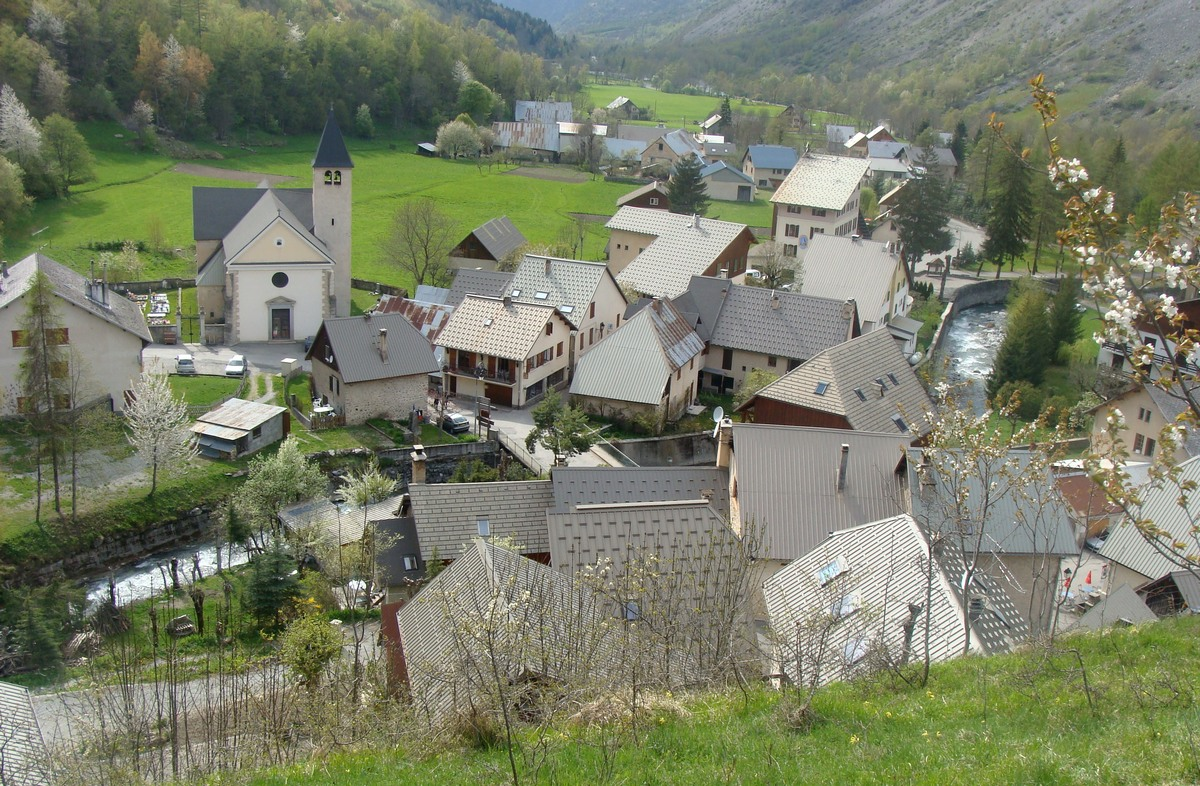
Ла-Шапель-ан-Вальгодемар
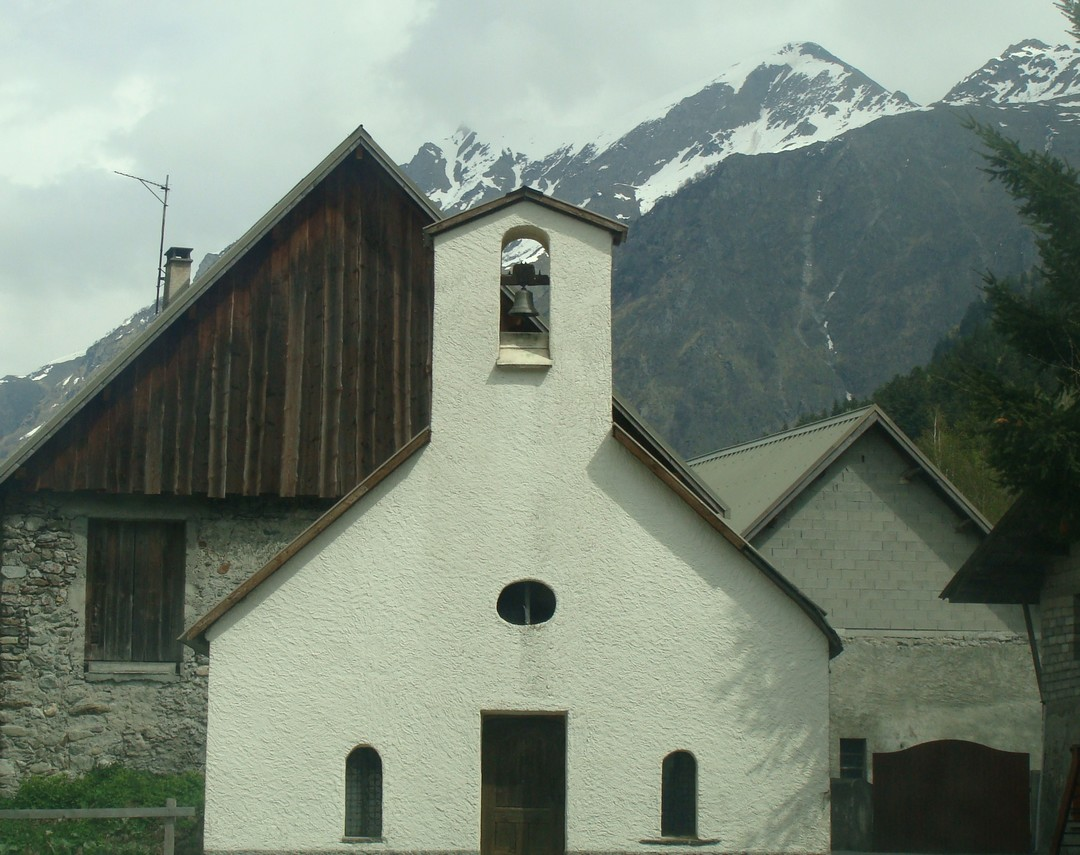
Часовня
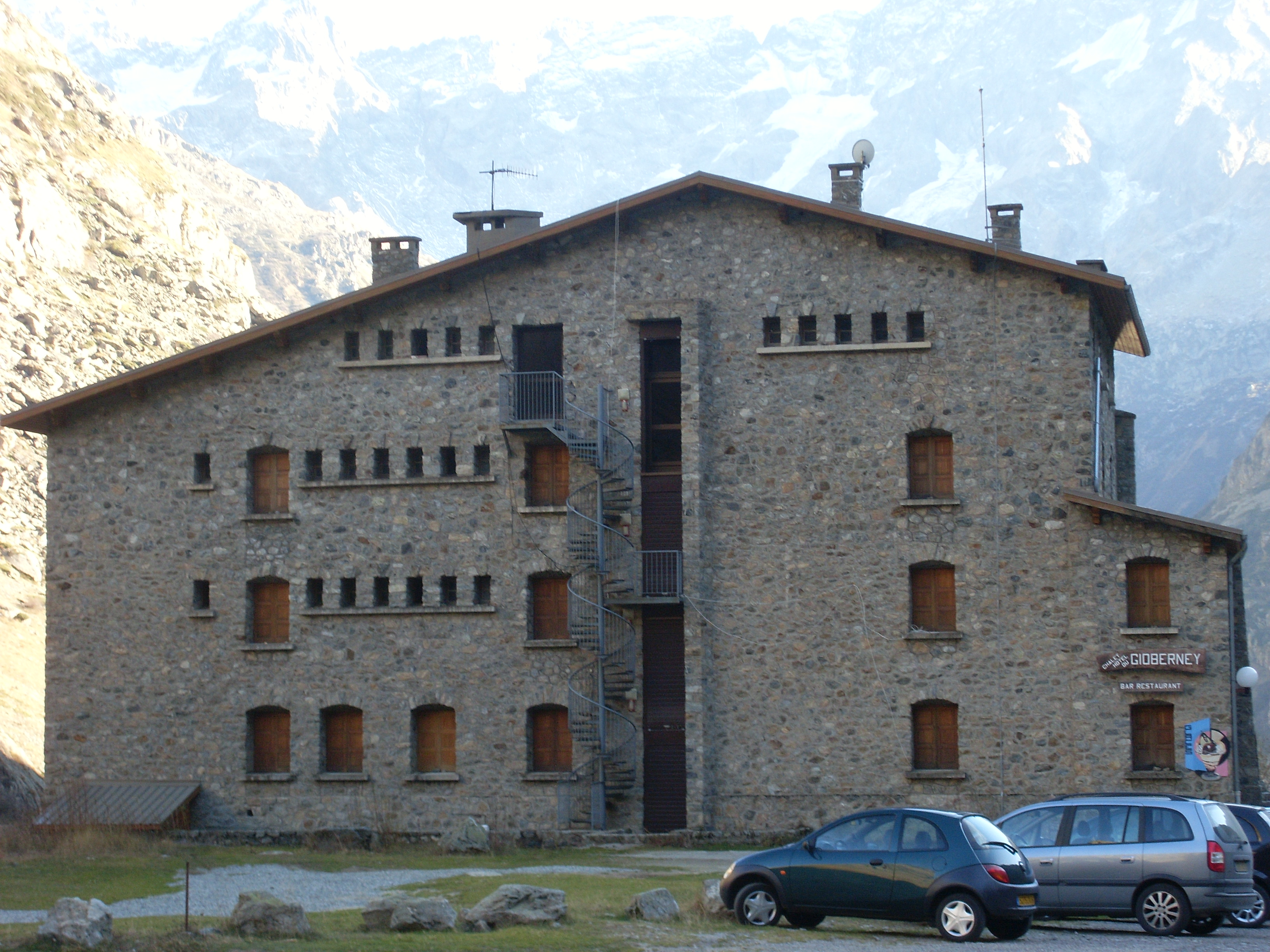
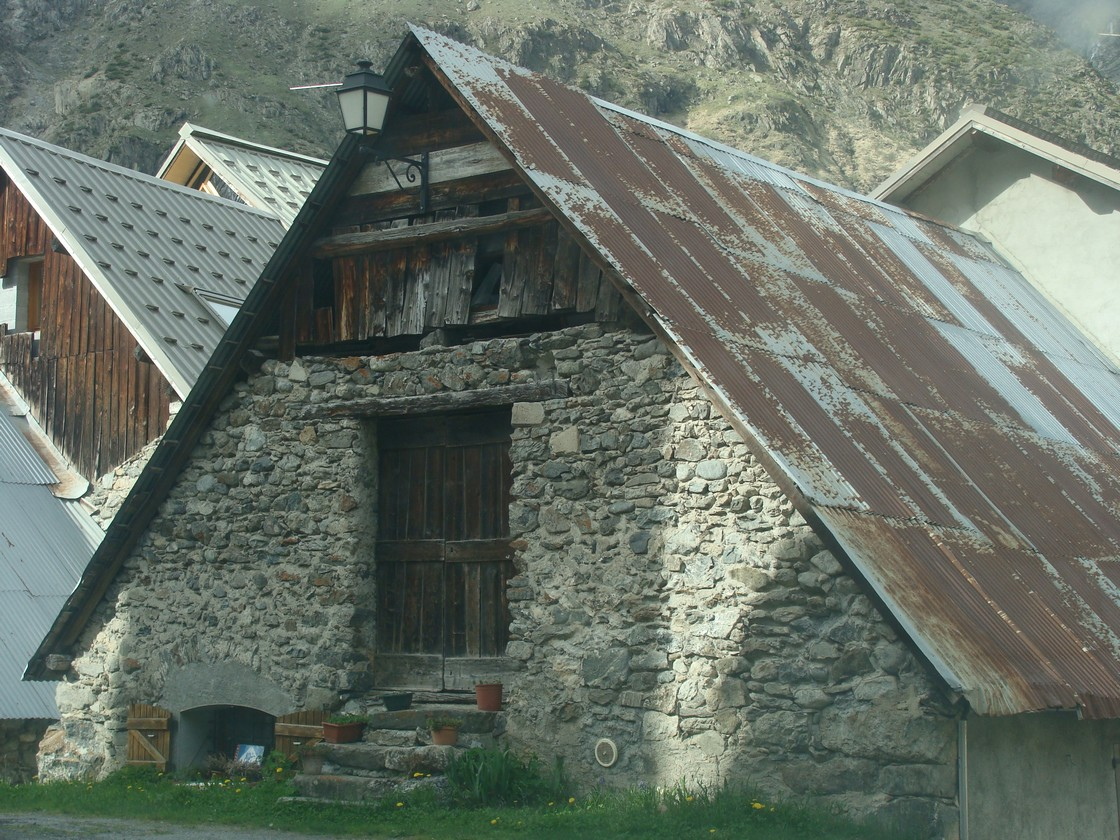
Старый сарай